# StTE 4–7
Die normalspurigen Tenderlokomotiven StTE 4–7 waren Dampflokomotiven für den schweren Güterzugbetrieb und wurden von Borsig zwischen 1905 und 1927 in vier Exemplaren für die Stendal-Tangermünder Eisenbahn-Gesellschaft gebaut. Die Lokomotiven wurden ab 1949 von der Deutschen Reichsbahn übernommen und als 92 6001, 6104, 6106 und 6201 bezeichnet. Sie standen bis 1967 in Betrieb und wurden nach der Ausmusterung verschrottet.

## Geschichte

### StTE 4–7
Für den Güterzugbetrieb ab 1900 benötigte die Stendal-Tangermünder Eisenbahn-Gesellschaft mehrere stärkere Lokomotiven, da die bislang eingesetzten drei dreiachsigen preußischen T 3 nicht mehr ausreichten.
So lieferte Borsig 1905 zunächst eine Lokomotive, die bei ihrer Indienststellung die Nummer 4 und den Namen HOHENZOLLERN bekam. Diese Lokomotive entstand im Zusammenhang mit der Entwicklung einer dreiachsigen Lokomotive für Werkbahnen.
1913 wurden zwei weitere Exemplare geliefert, die die Betriebsnummern 5 und 6 sowie die Namen MARKGRAF und HUGO MEYER erhielten. Beide stimmten im Wesentlichen mit der erstgelieferten Lok überein. 1927 wurde eine vierte Lok geliefert, die die Nummer 7 bekam. Diese Lok war etwas schwerer als die Vorgänger.
Mit diesen Lokomotiven wurde der Güterzugbetrieb abgewickelt, während Personenverkehr bevorzugt mit Triebwagen durchgeführt wurde. Meist waren bis zu fünf Lokomotiven im Einsatz.

### Deutsche Reichsbahn (1945–1993) – 92 6001, 6104, 6106, 6201
Die Lokomotiven kamen 1949 in den Bestand der Deutschen Reichsbahn. Die Lokomotiven von 1905 und 1913 (StTE 4–6) wurden als 92 6001, 6104 und 6106 bezeichnet. Die letztgebaute Lok mit der größeren Achsfahrmasse wurde in einer anderen Gruppe als 99 6201 eingereiht.
Beheimatet waren die Lokomotiven nach der Umzeichnung in Stendal und auf vielen Strecken in der Altmark im Dienst. Sie waren bis Anfang der 1960er Jahre eingesetzt, als erste Lok wurde die 92 6104 1963 ausgemustert.
Im gleichen Jahr wurde 92 6106 Werklok im Forschungs- und Entwicklungswerk Blankenburg, die 92 6201 Werklok im Reichsbahnausbesserungswerk Stendal. Die Baumusterlok 92 6001 wurde erst Mitte 1967 ausgemustert.

## Konstruktion
Die Lokomotiven hatten einen genieteten Blechrahmen, zwischen den Rahmenwangen war ein Wasserkasten als zusätzliche Versteifung eingenietet worden. Die kurzen beiden seitlichen Kästen dienten ausschließlich der Bunkerung des Brennstoffes. Die dritte Achse war die Antriebsachse. Abgefedert wurden die Achsen von Blattfedern, die oberhalb der Achslager und des Rahmens lagen. Sie waren nicht durch Ausgleichshebel miteinander verbunden. Die Heusinger-Steuerung der ersten Lok wurde mit Flachschiebern gesteuert. Ab der Lok 92 6104 wurden Kolbenschieber mit Druckausgleich der Bauart Winterthur eingesetzt. Der Kreuzkopf der Lok war einschienig ausgeführt.
Der Kessel bestand bei der Baumusterlokomotive aus drei Schüssen, die miteinander vernietet waren. Bei den folgenden Lokomotiven bestand er nur aus zwei Schüssen. Außerdem war deren Verdampfungsheizfläche etwas größer. Der Stehkessel hatte eine Feuerbüchse aus Kupfer und trug das Sicherheitsventil der Bauart Ramsbotton. Gespeist wurde der Kessel von zwei Strahlpumpen. In Langkesselmitte saß der Dampfdom, dahinter der Sandkasten mit zwei Sandfallrohren je Triebwerksseite bei der Baumusterlok, dadurch wurden die zweite Achse von vorn und die vierte Achse von hinten mechanisch gesandet.
Bei der Baumusterlok war der Sandkasten rechteckig nach preußischen Normen, bei den anderen Maschinen rund. Außerdem konnten bei ihnen mehrere Räder gesandet werden. Die Rauchkammer entsprach preußischen Normen. Das Führerhaus war bei der Baumusterlok wie bei Industriebahnlokomotiven ausgebildet worden, bei den folgenden Lokomotiven war es größer und runder ausgeführt, was bessere Sichtverhältnisse ergab.
Die indirekte Bremse von Knorr bremste alle Radsätze einseitig von vorn ab. Die Luftpumpe dafür saß auf der rechten Lokseite unmittelbar hinter der Rauchkammer. Es waren eine Dampfpfeife und ein Dampfläutewerk der Bauart Latowski vorhanden. Die Beleuchtung war ursprünglich eine Petroleumbeleuchtung, bei der Deutschen Reichsbahn wurde diese auf elektrische Beleuchtung umgebaut.